# Chenemetneferhedjet I
Chenemetneferhedjet I Weret regeerde als koningin van de 12e dynastie van Egypte in het Middenrijk aan de zijde van Senoeseret II, en was de moeder van Senoeseret III.
Zij is waarschijnlijk ook dezelfde persoon die als dochter van Amenemhat I wordt vernoemd op een zegel dat zich thans in New York bevindt. Senoeseret II zou op die manier als echtgenoot aan zijn zuster zijn toegevoegd, terwijl zijn feitelijke echtgenote Neferet II was. Maar ook Chenemet en Itaweret, die eveneens zussen van hem waren, worden als mogelijke echtgenotes van hem beschouwd.
De naam Khenemetneferhedjet was tegelijk een koninginnentitel en betekent Vrouwe verenigd met de witte kroon. De toegevoegde naam Weret betekent groot of ouder. Zij werd daarmee mogelijk van anderen met diezelfde titelnaam onderscheiden.
Chenemetneferhedjet I Weret wordt vermeld op een zegel dat in Kahun werd gevonden en zich thans in Tonbridge bevindt. Voort komt haar naam voor op een papyrus uit Kahun, die zich thans in Berlijn bevindt, op een standbeeld (thans in het British Museum) en staat ook vermeld in het piramidecomplex van haar zoon. Zij werd waarschijnlijk in het piramidecomplex van Kahun begraven, dat onder haar bewind en dat van Senoeseret II werd gebouwd.
Andere titels van Chenemetneferhedjet I Weret waren die van koninklijke vrouwe, koningin moeder, vrouwe van de twee landen en koningsdochter. (Deze laatste titel geldt enkel indien zij ook dezelfde is als de prinses die op een zegel van Amenemhat II wordt vermeld).